# Millerelix peregrina
Millerelix peregrina е вид коремоного от семейство Polygyridae.

## Разпространение
Видът е ендемичен за Арканзас в САЩ, където се среща в пет окръга из планините Озарк.